# Děpoltovice
Děpoltovice (německy Tüppelsgrün) jsou obec v okrese Karlovy Vary v Karlovarském kraji. Leží zhruba osm kilometrů severozápadně od Karlových Varů. Žije v ní 465 obyvatel.

## Historie
První písemná zmínka a vesnici pochází z roku 1273.
Po druhé světové válce byla drtivá většina původních obyvatel nuceně vysídlena do Německa.

## Obyvatelstvo
Při sčítání lidu v roce 1921 ve vsi žilo 726 obyvatel (z toho 351 mužů), z nichž bylo pět Čechoslováků, 701 Němců a dvacet cizinců. Kromě devatenácti evangelíků byli římskými katolíky. Podle sčítání lidu z roku 1930 měla vesnice 785 obyvatel: dvacet Čechoslováků, 739 Němců a 26 cizinců. Šestnáct z nich bylo evangelíky, po jedenácti zástupcích měli lidé bez vyznání a příslušníci nezjišťovaných církví a 747 lidí se hlásilo k římskokatolické církvi.
| Rok            | 1869 | 1880 | 1890 | 1900 | 1910 | 1921 | 1930 | 1950 | 1961 | 1970 | 1980 | 1991 | 2001 | 2011 | 2021 |
| -------------- | ---- | ---- | ---- | ---- | ---- | ---- | ---- | ---- | ---- | ---- | ---- | ---- | ---- | ---- | ---- |
| Počet obyvatel | 717  | 753  | 845  | 924  | 992  | 862  | 923  | 389  | 391  | 315  | 263  | 206  | 291  | 368  | 412  |
| Počet domů     | 109  | 113  | 112  | 113  | 118  | 119  | 129  | 131  | 84   | 72   | 65   | 68   | 83   | 87   | 109  |

## Obecní správa
Mezi lety 1850–1975 Děpoltovice byly obcí v okrese Karlovy Vary (1850–1930), posléze v okrese Karlovy Vary-okolí (1950) a později opět v okrese Karlovy Vary. Od 1. ledna 1976 do 23. listopadu 1990 patřily jako část města k Nové Roli a od 24. listopadu 1990 jsou opět samostatnou obcí, ale Odeř již zůstala součástí Hroznětína.

### Části obce
- Děpoltovice
- Nivy

Od roku 1960 do 18. května 1968 k obci patřil Ruprechtov a od roku 1960 do 31. prosince 1975 také Odeř.

### Obecní symboly
Znak byl obci udělen rozhodnutím předsedy Poslanecké sněmovny Parlamentu České republiky dne 4. června 1998 a vlajka byla obci udělena rozhodnutím předsedy PSP ČR dne 26. listopadu 1999.

## Pamětihodnosti
- V jižní části vesnice stojí areál děpoltovického zámku. Tvoří jej bývalý poplužní dvůr se starým zámkem postaveným ve druhé polovině šestnáctého století a přibližně o století mladší nový zámek, který byl v devatenáctém století rozšířen o delší empírové křídlo.[10]
- Kostel svatého Michala
- Hospoda